# روهان كابور
روهان كابور هو مغني وممثل هندي، ولد في 1965 في الهند.

## وصلات خارجية
- روهان كابور على موقع IMDb (الإنجليزية)
- روهان كابور على موقع ميوزك برينز (الإنجليزية)
- روهان كابور على موقع ديسكوغز (الإنجليزية)